# Bulma
Bulma er en figur i en japansk manga (tegneserie) kendt i vesten under navnet Dragon Ball. 
Bulma er en pige med lysegrønt hår. Hun har kort lunte, når det angår alting. 
Hun går aldrig i kamp, men er god til at lægge planer og strategier. Arbejder i en forretning, som hendes far har skabt.